# Phetchaburi
Phetchaburi (in thailandese เพชรบุรี) è una città minore (thesaban meuang) della Thailandia. Il territorio comunale occupa una parte del Distretto di Mueang Phetchaburi, che è capoluogo della Provincia di Phetchaburi, nel gruppo regionale della Thailandia Centrale. Sebbene in città abbiano sede il governo provinciale e distrettuale, la località più popolosa della provincia è Cha-am..

## Geografia fisica

### Territorio
La città si trova all'imbocco della penisola malese, a una decina di chilometri dalla sua costa orientale e circa 123 km a sud-ovest della capitale Bangkok. È in una zona pianeggiante ed è attraversata dall'omonimo fiume Phetchaburi, che sfocia a nord dopo qualche chilometro nel Golfo di Thailandia. Ad alcuni chilometri verso ovest ci sono i primi contrafforti dei Monti del Tenasserim, spina dorsale della penisola malese, oltre i quali si trova la Birmania.

### Clima
La temperatura media mensile massima è di 33 °C e si ha in maggio, durante la stagione secca, con picchi di 38 °C, mentre la media minima è di 21 °C e si registra a dicembre, nella stagione fresca, con picchi di 12 °C. La media massima mensile delle precipitazioni piovose è di 278,4 mm in ottobre, nella stagione delle piogge, mentre la media minima mensile è di 3,9 mm in febbraio.

## Storia
Nella zona di Petchaburi vi sono stati insediamenti antichi; reperti archeologici trovati nei dintorni risalgono al periodo Dvaravati, compreso tra il VI e l'XI secolo. La città fu un'importante roccaforte meridionale del Regno di Sukhothai, fondato nel 1238, e continuò ad esserlo per il successivo Regno di Ayutthaya (1350-1767). Solo ai membri di importanti casate fu concesso di governare la città. Si possono ancora trovare raffinati templi costruiti nel periodo di Ayutthaya. Nei periodi di pace del XVII secolo, Phetchaburi prosperò come importante centro di scambi commerciali con la Birmania.
In tempi più recenti è diventata un'attraente città nelle vicinanze di tranquille località balneari e di parchi nazionali. Ognuno dei tre monarchi Rama IV, Rama V e Rama VI del periodo Rattanakosin fece costruire nella zona un proprio palazzo reale, chiamati rispettivamente Phra Nakhon Khiri, Phra Ram Rajanivet e Phra Rajnives Marugadayawan. È quindi anche chiamata Mueang Sam Wang, la città dei tre palazzi.

## Economia

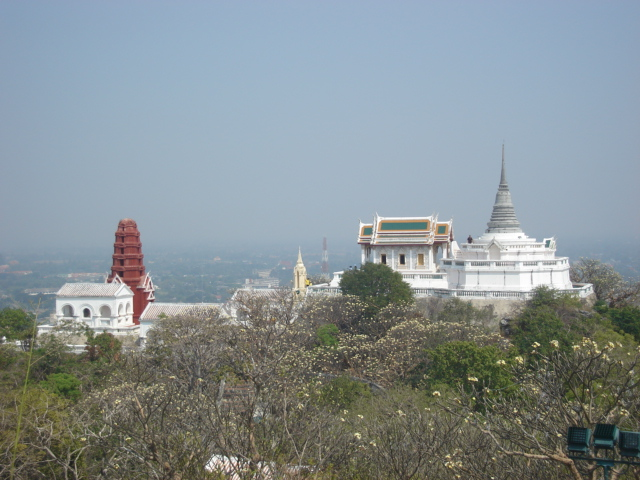
Il Phra Nakhon Kiri, complesso fatto costruire da re Rama IV su una collina che domina la città

Phetchaburi è famosa per i prodotti della sua industria dolciaria ed è considerata la capitale dei dolci e dei dessert. La raffinata produzione di un'ampia gamma di dolciumi si basa sulle colture dell'entroterra, che comprendono la palma da zucchero, i semi e le noci di cocco delle arecaceae, i frutti del Syzygium jambos, banane e ananas. In particolare, la palma da zucchero è il simbolo di Phetchaburi, oltre ai suoi dolci frutti, che sono un diffuso ingrediente di base della cucina thailandese, il legno e le foglie sono impiegati nell'industria del mobile.
Grazie ai suoi templi antichi, ai palazzi dei re e alle non lontane località balneari, molti sono i turisti che vengono in città, anche se le attrazioni cittadine possono essere visitate in tempi brevi e la vita notturna non è paragonabile a quella di altre località turistiche del Paese. I giacimenti nei dintorni di Phetchaburi di carbone, marmo e calcare sono tra i più grandi della Thailandia.

## Infrastrutture e trasporti
La stazione degli autobus è collegata con frequenti corse alla stazione sud degli autobus di Bangkok/Thonburi Sai Tai Mai e a quelle delle località balneari di Cha-am e Hua Hin. Lungo l'autostrada Phet Kasem (Route 4), che scorre lungo la periferia ovest, si fermano inoltre gli autobus di linea che collegano Bangkok a tutte le maggiori località della Thailandia del Sud. La stazione ferroviaria si trova alla periferia nord-ovest e serve i treni della linea meridionale della Ferrovia di Stato della Thailandia, che collega Bangkok con la Malesia. Sia verso il sud che verso Bangkok si può andare con i frequenti minibus che partono da Ratchaburi. Gli scali aerei più vicini sono l'Aeroporto Internazionale di Bangkok-Suvarnabhumi, a 160 km, e l'Aeroporto di Hua Hin, che si trova a 60 km. I mezzi più utilizzati per muoversi in città sono i mototaxi e i songthaew.